# Попова, Александра Алексеевна
Александра Алексеевна Попова (1929 — 17 февраля 2004 года) — свинарка совхоза «Ударник» Тужинского района Кировской области. Герой Социалистического Труда (5.04.1971).

## Биография
Родилась в 1929 году в деревне Большой Туманур Тужинского района Нолинского округа Нижегородского края, ныне — Тужинского района Кировской области, в семье крестьянина. Русская.
В годы Великой Отечественной войны окончила 7 классов Туманурской семилетней школы.
С 1943 года Александра работала в местном колхозе счетоводом.
В 1950 году уехала на Дальний Восток и устроилась работать звеньевой по выращиванию картофеля и овощей в одном из колхозов под Владивостоком (Приморский край). Её звено добавилось наилучших результатов — по 500 центнеров картофеля с гектара.
В 1954 году А. А. Попова вернулась домой и пришла работать в совхоз «Ударник» на Грековскую свиноферму. Ровно 30 лет проработала Александра Алексеевна свинаркой маточного поголовья, добилась выдающихся трудовых успехов. Она охотно читала газеты, журналы и специальную литературу, старалась внедрить всё передовое, что было в практике ухода за свиноматками. С самого начала она вошла в число передовых животноводов совхоза и в 1960-х годах ежегодно получала по 25 и более поросят от каждой закреплённой за ней свиноматки. По итогам работы в 7-й семилетке (1959—1965) была награждена орденом Ленина.
В период 8-й пятилетки (1966—1970) А. А. Попова постоянно выходила победителем в социалистическом соревновании среди свинарок совхоза «Ударник» и по итогам оказалась лучшей по Тужинскому району.
Указом Президиума Верховного Совета СССР от 8 апреля 1971 года за выдающиеся успехи, достигнутые в развитии сельскохозяйственного производства и выполнении пятилетнего плана продажи государству продуктов земледелия и животноводства, Поповой Александре Алексеевне присвоено звание Героя Социалистического Труда с вручением ордена Ленина и золотой медали «Серп и Молот».
В 1984 году вышла на пенсию.
Скончалась 17 февраля 2004 года.

## Награды
- Золотая медаль «Серп и Молот» (08.04.1971);
- орден Ленина (22.03.1966)
- орден Ленина (08.04.1971)
- Медаль «В ознаменование 100-летия со дня рождения Владимира Ильича Ленина» (1970)
- Медаль «За трудовую доблесть»
- Медалями ВДНХ СССР
- и другими
- Отмечена дипломами и почётными грамотами.

## Память
- На могиле установлен надгробный памятник.